# گنگادارپور
گنگادارپور (به انگلیسی: Gangadharpur) یک منطقهٔ مسکونی در هند است که در بخش هوگل واقع شده‌است. گنگادارپور ۲٫۱۹ کیلومتر مربع مساحت و ۷٬۸۶۲ نفر جمعیت دارد و ۱۴ متر بالاتر از سطح دریا واقع شده‌است.

## نگارخانه

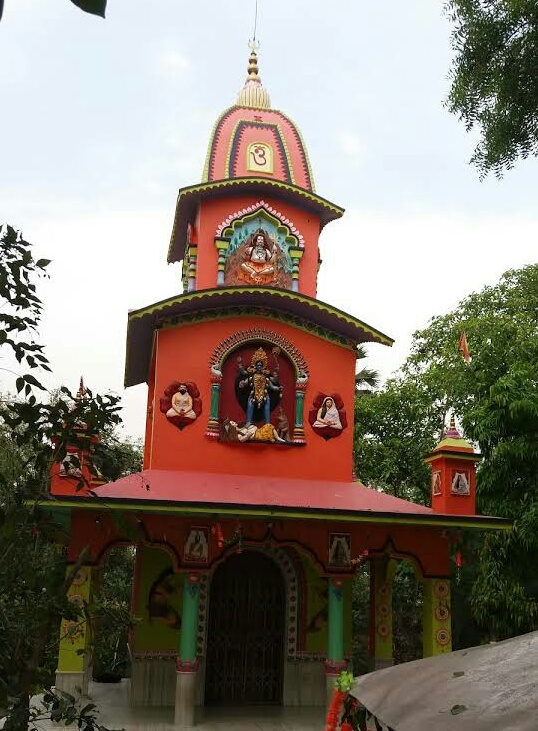
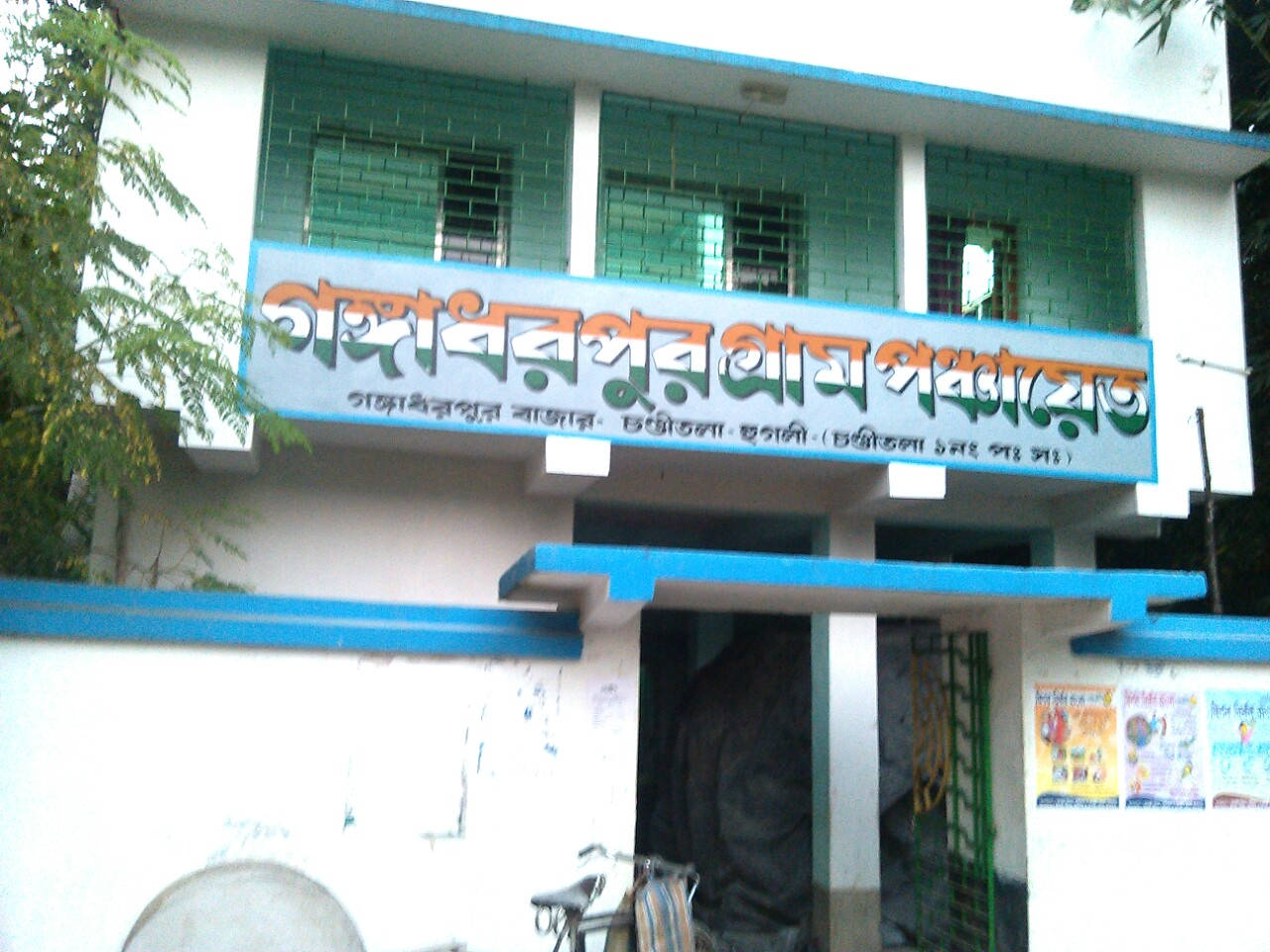
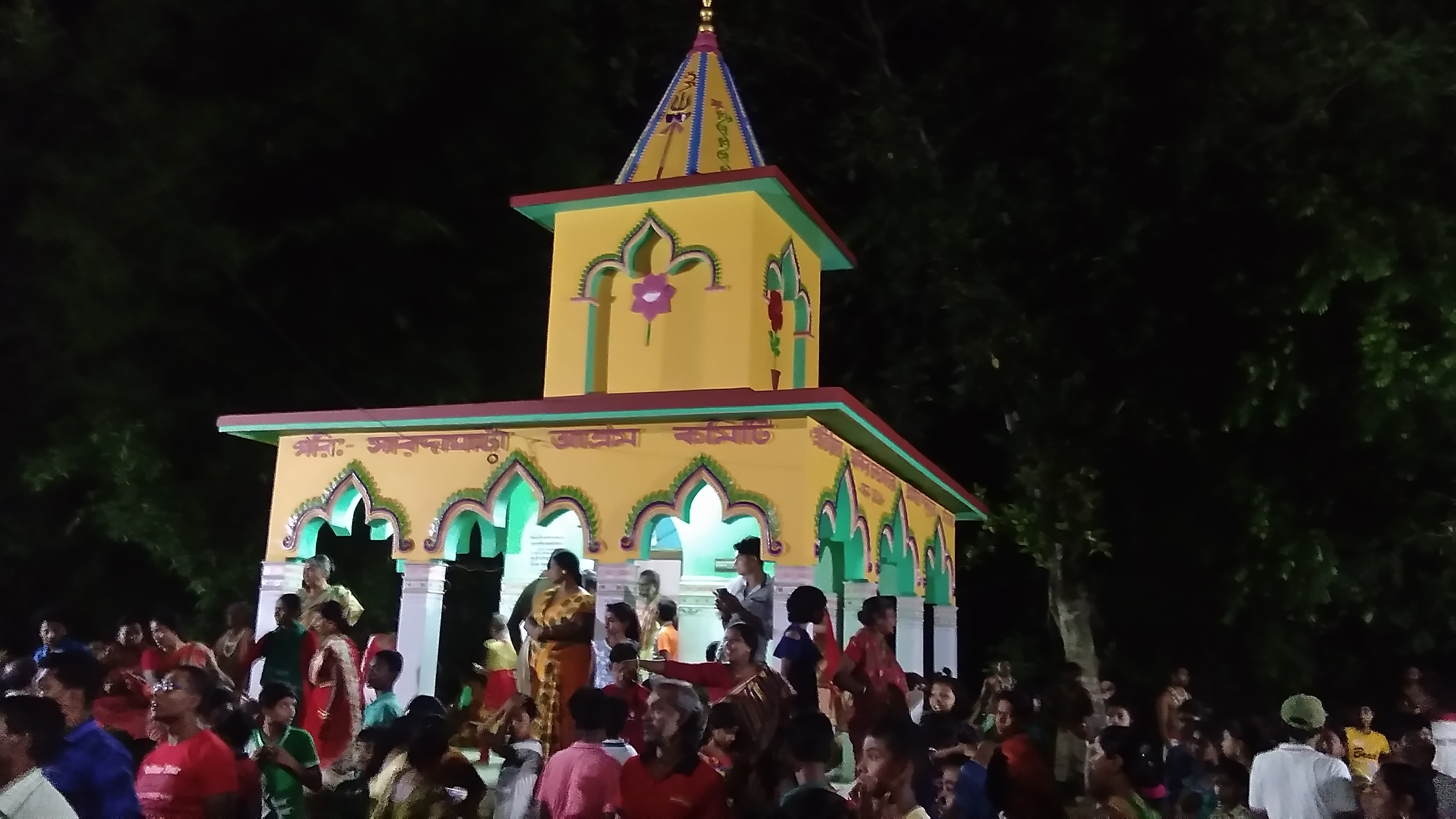
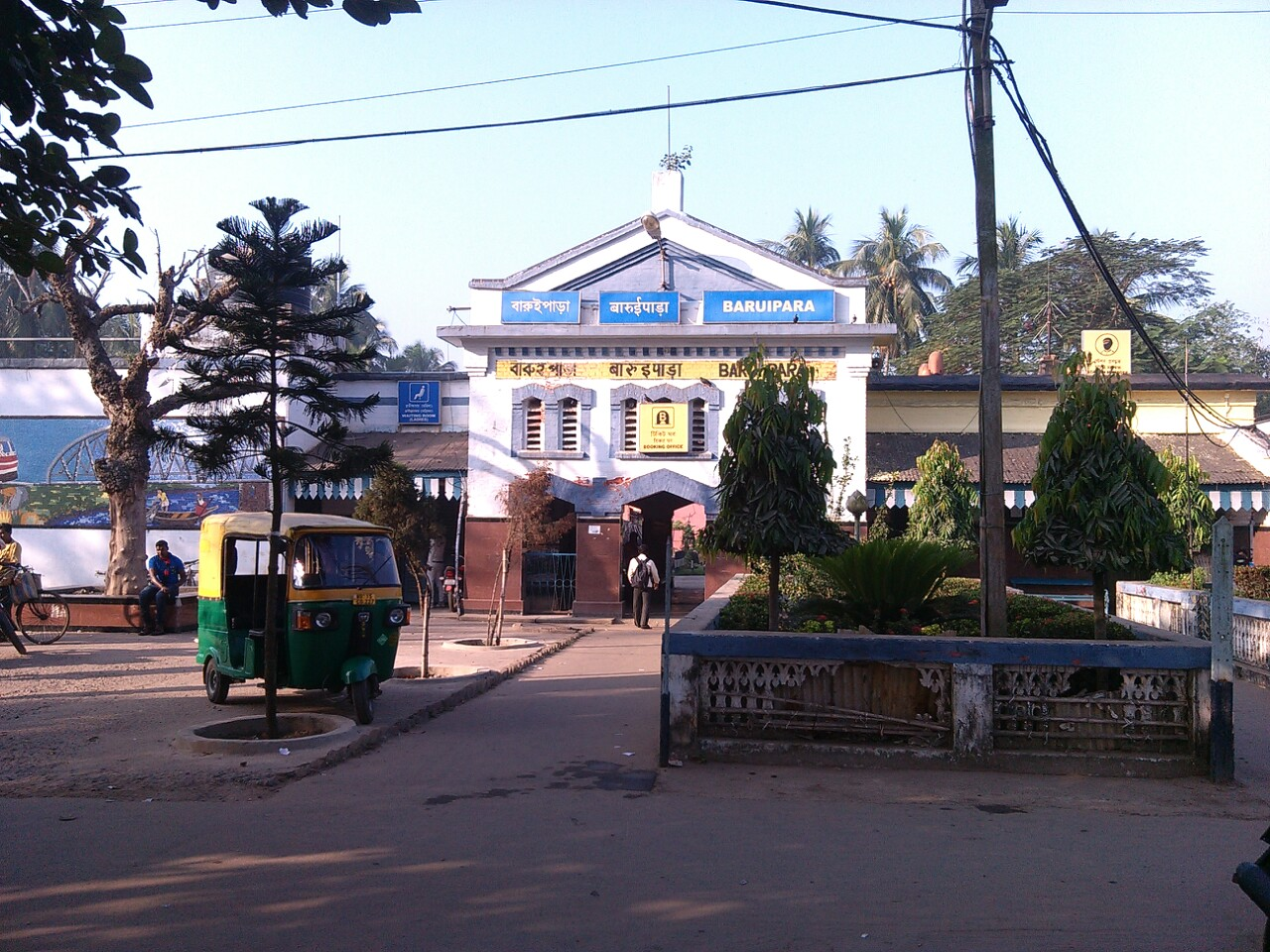
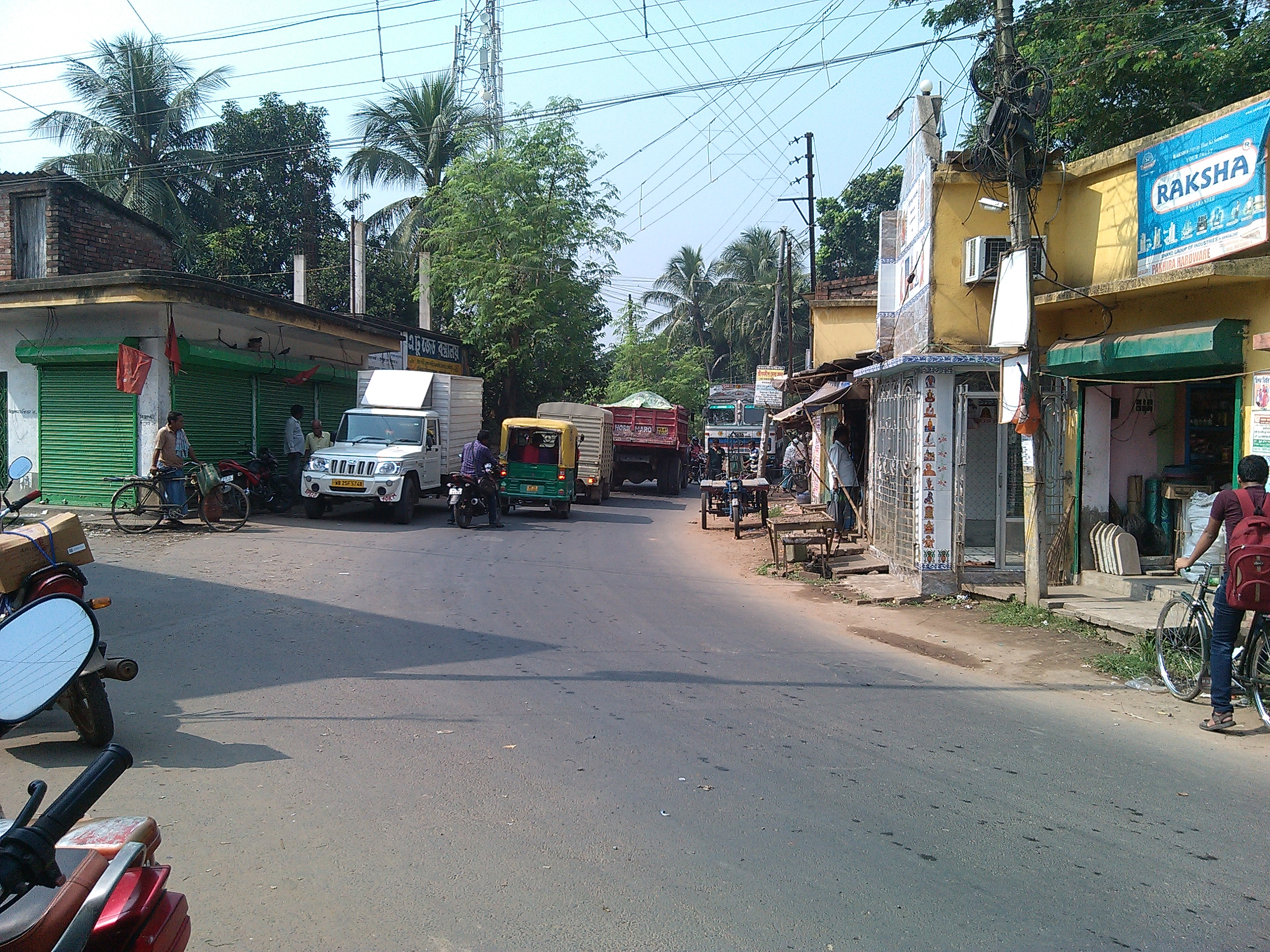
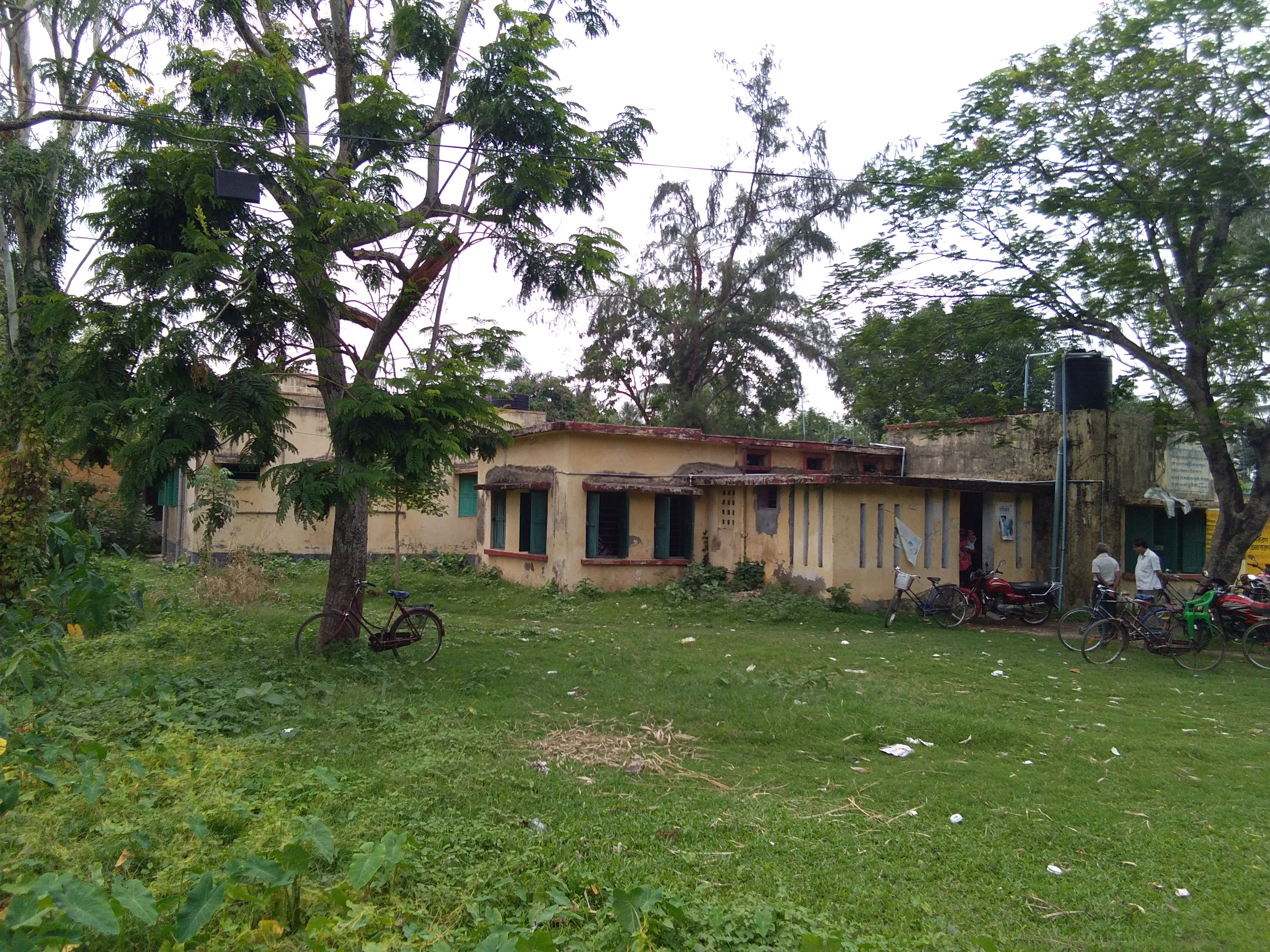
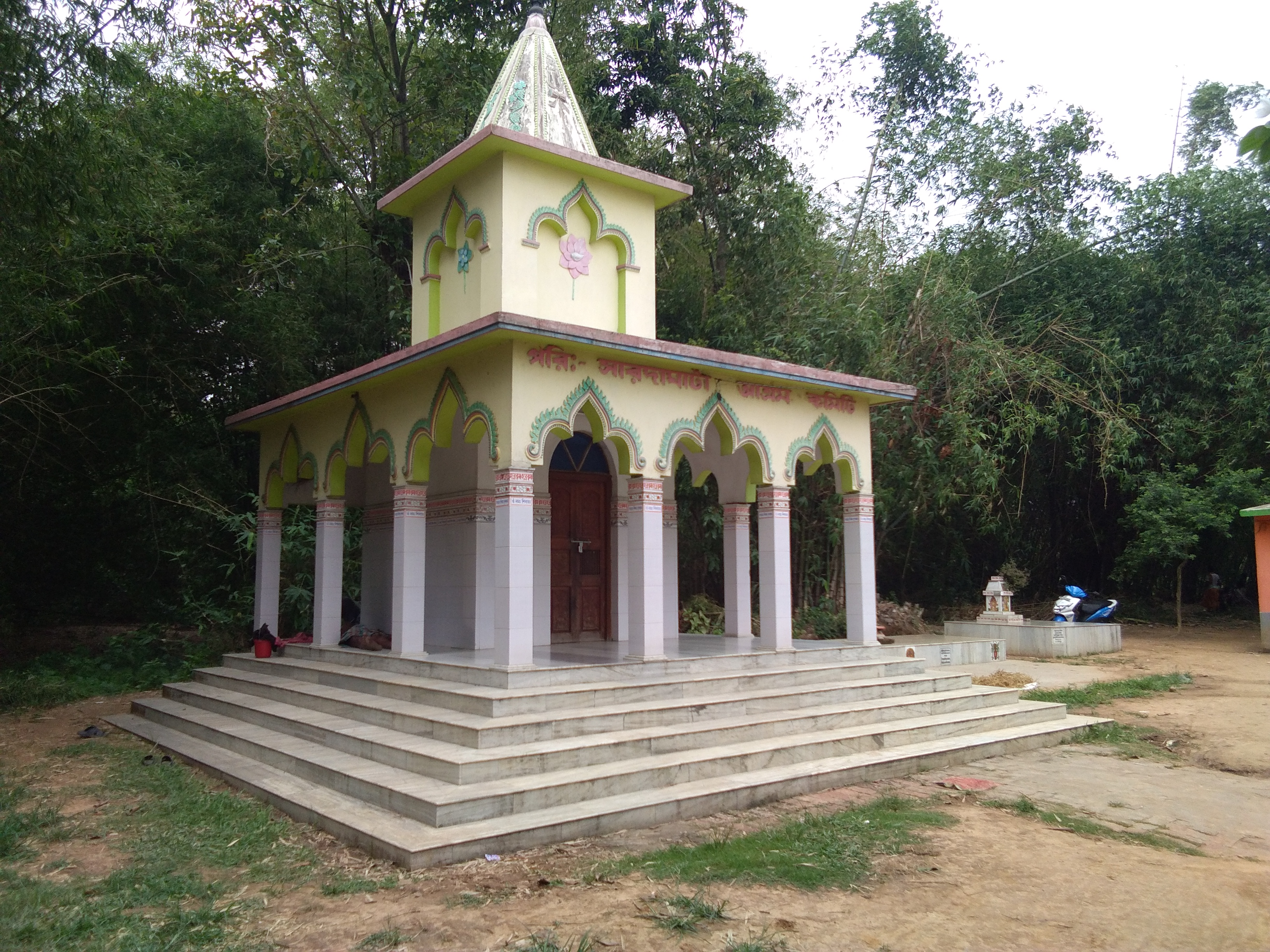
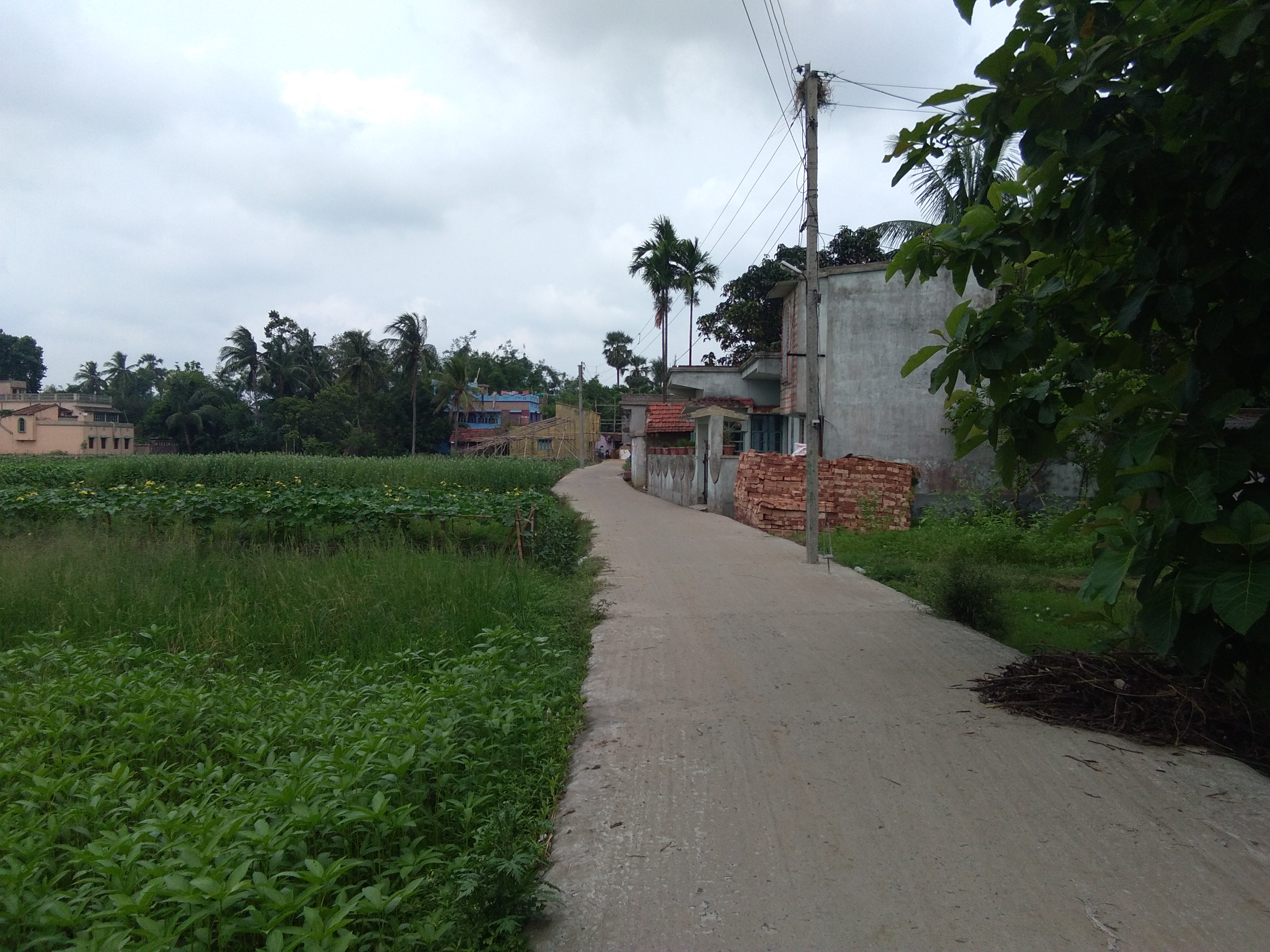
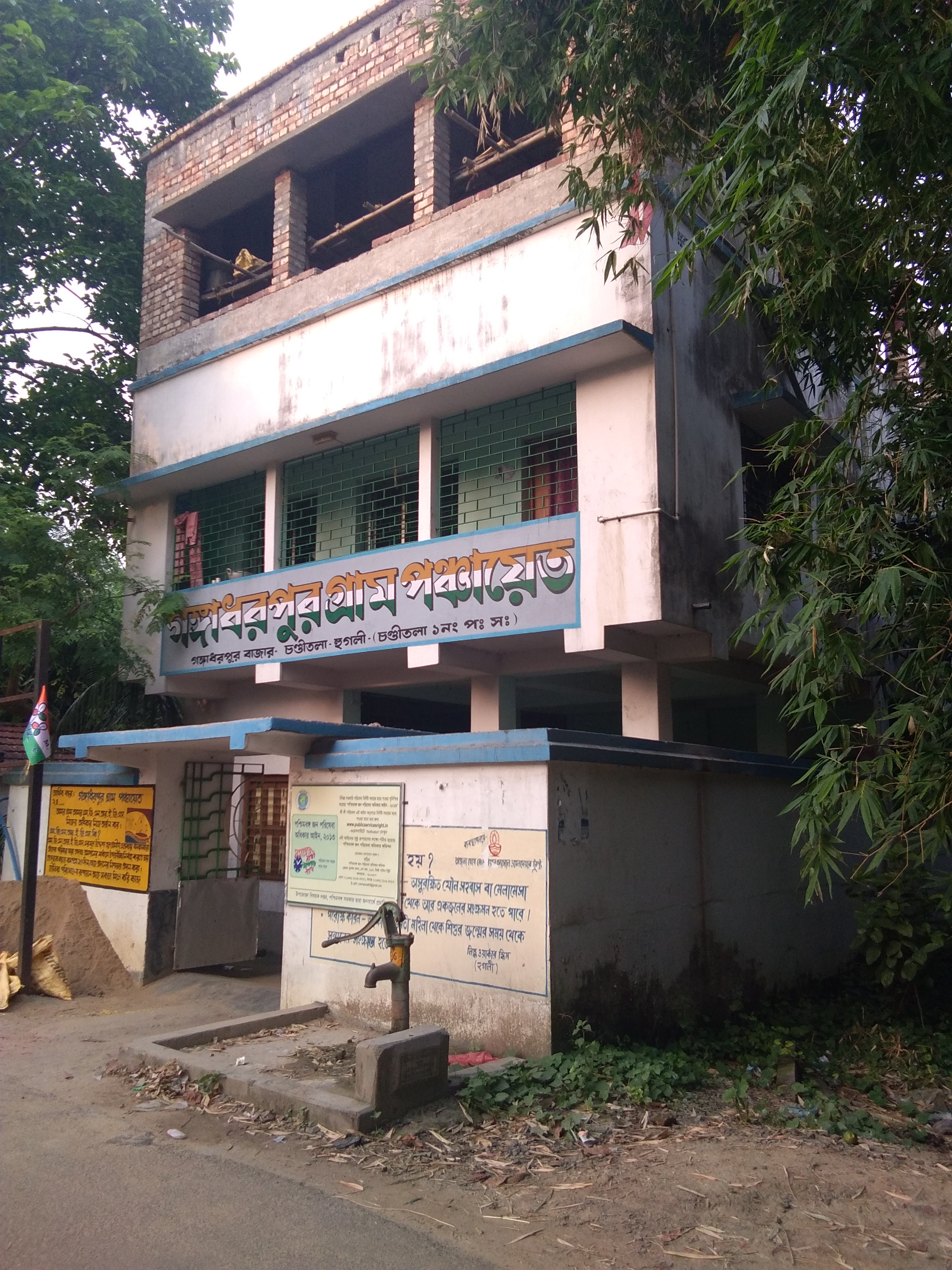